# Bohdan Křísa
Bohdan Křísa ( 1936 - ) es un botánico checo.

## Algunas publicaciones
- jindřich Chrtek, bohdan Křísa. 1976. Nyctaginaceae. N.º 115 de Flora iranica. Ed. Akademische Druck- u. Verlagsanstalt. 6 pp. ISBN 3201007285
- 1972. Monotropaceae. Volumen 94 de Flora iranica. Ed. Akademische Druck- u. Verlagsanstalt. 2 pp.
- jindřich Chrtek, bohdan Křísa. 1977. Polygalaceae. N.º 124 de Flora Iranica. Ed. Akademische Druck- u. Verlagsanstalt. 11 pp. ISBN 3201007285

### Libros
- 1999. Illustriertes Lexikon der blühenden Pflanzen (Enciclopedia ilustrada de las plantas con flores.) Ed. Müller Verlag, Cölonia. 256 pp. ISBN 389555782X
- bohdan Křísa. 1993. Illustrated Encyclopedia of Flowering Plants. Ed. Book Sales. 352 pp. ISBN 1555218822
- daniela Jalovičiarová, bohdan Křísa, radovan Hendrych. 1992. Arkto-alpínsky geoelement vo flóre Belianskych Tatier (Geoelementos de la flora ártica-alpina de Belian Tatier). 362 pp.
- 1989. Sběr, preparace a konzervace rostlinného materiálu: určeno pro posl. fak. přírodověd (Recogida, preparación y conservación de material vegetal destinado al último factor.) Ed. SPN. 229 pp. ISBN 8070660341
- 1982. Blühende Pflanzen (Fanerógamas). Ed. Artia. 352 pp. ISBN 3881401180
- bohdan Křísa, barbora Faure. 1982. Encyclopédie des plantes à fleurs. Collection Encyclopédies. Ed. Grûnd. 351 pp. ISBN 2700013182
- 1968. Taxonomicko-chorologická studie rodu Pyrola L. (Estudio taxonómico corológico del género Pyrola L.). 260 pp.

- La abreviatura «Krísa o Křísa» se emplea para indicar a Bohdan Křísa como autoridad en la descripción y clasificación científica de los vegetales.[1]